# Paraleptomitella
Paraleptomitella (CHEN, HOU & LU, 1989) è un genere fossile di spugne cornee del Cambriano inferiore, rinvenuto nella formazione geologica Chiungchussu Formation (località Chengjiang) della Cina (Yunnan).

## Descrizione
Spugne marine di forma tubolare o globosa con una sottile parete dermale costituita da un doppio strato di spicole di tipo monoassone.
Lo strato esterno era composto da grosse spicole ricurve intrecciate tra loro, formanti un reticolo allungato verticalmente, i cui interstizi vuoti erano riempiti da spicole più piccole.
Lo strato interno, invece, era organizzato in fasci orizzontali.
Questo genere è simile a Leptomitella ma ne differisce per la diversa struttura e organizzazione dello scheletro dermale.